# Emilio Aguinaldo
Emilio Aguinaldo y Famo,  född 22 mars 1869, död 6 februari 1964 i Quezon City, var ledare av oavhängighetsrörelsen bland filipinos.

## Biografi
Agunialdo ägnade sig först åt lantbruk och var 1893-1896 mär i staden Cavite. Han deltog ivrigt i det uppror mot spanjorerna, som på Filippinerna utbröt 1896, och inföll i januari 1897 som befälhavare för 8 000 man i provinsen Manila, men tvingades att retirera, varefter upproret med växlande vapenlycka fortgick till december, då insurgenterna i fördraget i Biacabató förhandlade fram en kapitulation mot fri passage till Hongkong för Aguinaldo och hans underbefälhavare och 2 000 000 pesetas. 
Vid det spansk-amerikanska krigets utbrott återvände Aguinaldo och upptog återigen, med bistånd av den amerikanske amiralen George Dewey, striden mot spanjorerna samt tog kontrollen över nästan hela ön Luzon, utom Manila med förstäder. Den 13 juni 1898 proklamerades den filippinska republiken i Malolos, och Agunialdo försökte därefter som president, att vinna internationellt erkännande för nya fristaten, men förgäves. Efter fredsslutet mellan Spanien och Förenta staterna blev Agunialdos förhållande till amerikanerna alltmera spänt, och 4 och 5 febr. 1899 försökte Agunialdo bemäktiga sig Manila, men tillbakaslogs efter en häftig strid. Med växlande lycka förde Agunialdo sedan ett långvarigt gerillakrig mot den amerikanska ockupationshären, men blev 23 mars 1901 genom en krigslist tillfångatagen och nödgades svära trohetsed åt Förenta staterna samt i en proklamation uppmana sina landsmän att nedlägga vapen. Sedan lugnare förhållanden inträtt på Filippinerna, frigavs Agunialdo (juli 1902) av de amerikanska myndigheterna.
Han började 1926 på nytt uppträda som agitator för självstyre på Filippinerna.